# Litván férfi kézilabda-válogatott
A litván férfi kézilabda-válogatott Litvánia nemzeti csapata, melyet a Litván Kézilabda-szövetség (litvánul: Lietuvos Rankinio Federacija) irányít.
Az 1997-es világbajnokságon szerepelt először nemzetközi tornán és a 10. helyet szerezte meg. Rá egy évre az 1998-as Európa-bajnokságon pedig a 9. helyen végzett.

## Eredmények nemzetközi tornákon

### Világbajnokság
- 1993–1995: nem jutott ki
- 1997: 10. hely
- 1999–2021: nem jutott ki

### Európa-bajnokság
- 1994–1996: nem jutott ki
- 1998: 9. hely
- 2000–2020: nem jutott ki
- 2022: 21. hely